# Mo församling, Härnösands stift
Mo församling är en församling inom Svenska kyrkan i Örnsköldsviks kontrakt av Härnösands stift i Ångermanland, Örnsköldsviks kommun, Västernorrlands län. Församlingen ingår i Örnsköldsviks södra pastorat.
Församlingskyrka är Mo kyrka.

## Administrativ historik
Församlingen bildades 1824 genom en utbrytning ur Själevads församling.
Församlingen utgjorde till 1962 ett eget pastorat för att från 1962 till 2001 vara annexförsamling i pastoratet Själevad och Mo. Församlingen var mellan 2001 och 2022 annexförsamling i pastoratet Själevad, Mo och Björna. Församlingen ingår sedan 1 januari 2022 i Örnsköldsviks södra pastorat.

## Series pastorum
- 1879–1885 Carl Samuel Hellman